# 10 Dywizja Górska (USA)

Struktura organizacyjna 10 Dywizji Górskiej

10 Dywizja Górska (ang. US Army 10th Mountain Division) − jedna z dywizji Armii Stanów Zjednoczonych, uczestniczyła w walkach we Włoszech w okresie II wojny światowej, a po jej zakończeniu w działaniach zbrojnych m.in. na Haiti, w Somalii, w Bośni, Afganistanie i Iraku.
Obecnie dowództwo i trzy brygady dywizji stacjonują w Fort Drum, w północnej części stanu Nowy Jork przy granicy z Kanadą. Nowo sformowana czwarta brygada dywizji stacjonuje w Fort Polk w stanie Luizjana.

## Historia

### II wojna światowa
10 Dywizja Górska sformowana została 13 lipca 1943 w Camp Hale w stanie Kolorado na bazie 87 Pułku Piechoty Górskiej. Ostatecznie składała się z 85, 86 i 87 pułku piechoty. Następny rok spędziła szkoląc żołnierzy w wysokich górach wokół swojej bazy. Wpływ na jej utworzenie miały doświaczenia z okresu wojny między Związkiem Radzieckim a Finlandią. Opierając się na tych doświadczeniach, prezes amerykańskiej organizacji ratownictwa narciarskiego (National Ski Patrol), Charles Minot (Minnie) Dole, rozpoczął starania o stworzenie amerykańskich oddziałów wyszkolonych do tego rodzaju walki, prowadząc w tym celu „lobbing” w Waszyngtonie. We wrześniu 1940 spotkał się z szefem sztabu George’em Marshallem, który poparł go i nakazał rozpoczęcie tworzenia oddziałów narciarskich.
8 grudnia 1941 powstał 87 górski batalion piechoty (później rozszerzony na pułk) w Fort Lewis w stanie Waszyngton. Oddział szkolił się na górze Mount Rainier. Następnie wziął udział w lądowaniu na wyspie Kiska.
10 Dywizja Górska została wysłana do Włoch, gdzie walczyła od 28 stycznia 1945 w Apeninach przeciw wojskom III Rzeszy. Korzystając ze specjalnego wyszkolenia swoich żołnierzy, zdobyła szereg pozycji niemieckich w górach, które były trudne do zdobycia przez standardowe dywizje piechoty. W kwietniu 1945 dywizja przełamała niemieckie linie obrony i weszła w dolinę Padu, docierając do tej rzeki jako pierwsza 23 kwietnia 1945. Następnie sforsowała rzekę i 27 kwietnia dotarła do południowego brzegu jeziora Garda. Podczas 114 dniowej kampanii dywizja straciła 992 swoich ludzi, a 4154 żołnierzy było rannych.
Po zakończeniu wojny w Europie dywizja miała wziąć udział w inwazji Japonii, która jednak okazała się niepotrzebna. Po kilku miesiącach służby w siłach okupacyjnych we Włoszech, wróciła do Stanów Zjednoczonych.

### Lata powojenne
10 Dywizja została reaktywowana jako dywizja szkolna (bez przydomka górska) 1 lipca 1948 w Fort Riley. W latach 1948–1953 przewinęło się przez nią 123 000 rekrutów. W styczniu 1954 podjęto decyzję o reorganizacji dywizji. W jej ramach tej reorganizacji dywizja została zredukowana praktycznie do zera w maju 1954, z kolei żołnierze 37 Dywizji Piechoty zostali przeniesieni do Fort Riley i 15 czerwca 1954 wykorzystani do stworzenia nowej 10 Dywizji Piechoty. Ta następnie została przebazowana do Niemiec w okolice Würzburga. W 1958 została zastąpiona przez 3 Dywizję Piechoty, a następnie wysłana z powrotem do Stanów Zjednoczonych i ponownie rozformowana 14 czerwca 1958.
13 lutego 1985 dywizja została ponownie reaktywowana jako 10 Lekka Dywizja Piechoty. Jej bazą stał się Fort Drum w stanie Nowy Jork. Była pierwszą dywizją stacjonującą w północno-wschodniej części Stanów Zjednoczonych od czasu II wojny światowej. Następnie, uczestniczyła w wojnach: na Haiti, w Somalii, Bośni, Afganistanie i Iraku.